# Mézangers
Ne doit pas être confondu avec Mésanger.
Mézangers est une commune française, située dans le département de la Mayenne en région Pays de la Loire, peuplée de 625 habitants.
La commune fait partie de la province historique du Maine, et se situe dans le Bas-Maine.

## Géographie

### Géographie physique

#### Géologie
Daniel Œhlert indique pour la description de la géologie sur Mézangers au début du XXe siècle: Une ligne légèrement sinueuse, allant de la Valtière à la Reburière, en passant un peu au Nord du bourg, marque la séparation à établir entre le terrain granitique au nord, et les schistes précambriens au sud ; ceux-ci présentent une zone métamorphique au contact du granite. Pointements de microgranulite à la Bezillardière, et aux Hautes-Loges. La région granitique du nord est presque entièrement recouverte par des dépôts d'âge éocène comprenant des argiles feldspathiques, des sables, des grès lustrés et des meulières ; ces dernières roches sont exploitées actuellement comme macadam, dans le Bois d'Hermet, à l'ouest de la route allant de Neau à Jublains ; on a essayé autrefois, mais sans succès, de se servir de ces meulières pour la confection des meules de moulins. L'assise, dite des grès à Sabalites, est représentée, tantôt par des sables meubles, tantôt par des grès lustrés résultant de la consolidation, sur certains points, de ces sables par un ciment siliceux, parfois titano-zirconifère ; ces grès sont souvent à l'état de blocs en grandes dalles, tantôt isolés à la surface du sol, tantôt groupés dans certaines localités (Étang de Mortry, Landes de Chellé), tantôt à l'état de bancs continus (La Houssaye). Tous ces dépôts éocènes, qui, en partie respectés par l'érosion au Nord-Ouest de Mézangers, ont conservé dans cette région une assez grande puissance, se reliaient aux formations analogues qu'on retrouve entre Évron et Neau, principalement au sud du chemin de fer. L'érosion les a fait disparaître sur une grande étendue, découvrant ainsi le sous-sol (schistes précambriens, poudingue pourpré, etc.) ou laissant voir par place certaines saillies granitiques complètement dénudées, comme au sud et à l'est de l'étang de Gué-de-Selle..

#### Territoire
Il s'agit d'un territoire de basse plaine, au pied des collines de Sainte-Gemmes-le-Robert et d'Hambers, entre le Dinard au Sud-Est, les Deux-Évailles et le Bois d'Hermet au Nord-Ouest. Les eaux du ruisseau du Rocher au centre séjournent en de vastes étangs avant de s'écouler lentement par la cornière Sud-Ouest où l'altitude de 100 m. est à peine atteinte.
On signale à travers les bois d'Hermet le passage d'une voie venant de Jublains, peut-être la via quadrigaria du cartulaire d'Évron, 1219 ; une autre marquant la limite entre Mézangers et Sainte-Gemmes. La carte de Jaillot fait passer au bourg la route d'Évron à Mayenne — indiquée aussi par la carte de Cassini et aboutir des chemins de Châlons, Bourgon (forges), Hambers.
La superficie, cadastrée  en 1835 par M. Demeré est 2 933 hectares. Un témoin dépose en 1595 qu'étant écolier, il avait assisté à une procession passant par les logeais et l'estang de Hermés, preuve que ce lieu était dès lors de la paroisse. Miroménil indique en 1696 un Fonds ingrat et froid, où il ne se recueille que de mauvais grains ; 16 métairies». André René Le Paige cite en 1777 comme fruits du sol ; le seigle, le froment, l'avoine, le sarrasin.

### Climat
Pour des articles plus généraux, voir Climat des Pays de la Loire et Climat de la Mayenne.
En 2010, le climat de la commune est de type climat océanique altéré, selon une étude du CNRS s'appuyant sur une série de données couvrant la période 1971-2000. En 2020, Météo-France publie une typologie des climats de la France métropolitaine dans laquelle la commune est exposée à un climat océanique et est dans la région climatique  Moyenne vallée de la Loire, caractérisée par une bonne insolation (1 850 h/an) et un été peu pluvieux. 
Pour la période 1971-2000, la température annuelle moyenne est de 11 °C, avec une amplitude thermique annuelle de 13,9 °C. Le cumul annuel moyen de précipitations est de 783 mm, avec 12,6 jours de précipitations en janvier et 7,1 jours en juillet. Pour la période 1991-2020, la température moyenne annuelle observée sur la station météorologique de Météo-France la plus proche, sur la commune d'Évron à 5 km à vol d'oiseau, est de 11,7 °C et le cumul annuel moyen de précipitations est de 804,1 mm,. Pour l'avenir, les paramètres climatiques de la commune estimés pour 2050 selon différents scénarios d'émission de gaz à effet de serre sont consultables sur un site dédié publié par Météo-France en novembre 2022.

## Urbanisme

### Typologie
Au 1er janvier 2024, Mézangers est catégorisée commune rurale à habitat dispersé, selon la nouvelle grille communale de densité à sept niveaux définie par l'Insee en 2022.
Elle est située hors unité urbaine. Par ailleurs la commune fait partie de l'aire d'attraction d'Évron, dont elle est une commune de la couronne,. Cette aire, qui regroupe 18 communes, est catégorisée dans les aires de moins de 50 000 habitants,.

### Occupation des sols
L'occupation des sols de la commune, telle qu'elle ressort de la base de données européenne d’occupation biophysique des sols Corine Land Cover (CLC), est marquée par l'importance des territoires agricoles (58,1 % en 2018), une proportion sensiblement équivalente à celle de 1990 (58,2 %). La répartition détaillée en 2018 est la suivante : 
prairies (41,2 %), forêts (39,2 %), terres arables (11,3 %), zones agricoles hétérogènes (5,5 %), eaux continentales (1,5 %), zones urbanisées (1,2 %). L'évolution de l’occupation des sols de la commune et de ses infrastructures peut être observée sur les différentes représentations cartographiques du territoire : la carte de Cassini (XVIIIe siècle), la carte d'état-major (1820-1866) et les cartes ou photos aériennes de l'IGN pour la période actuelle (1950 à aujourd'hui).

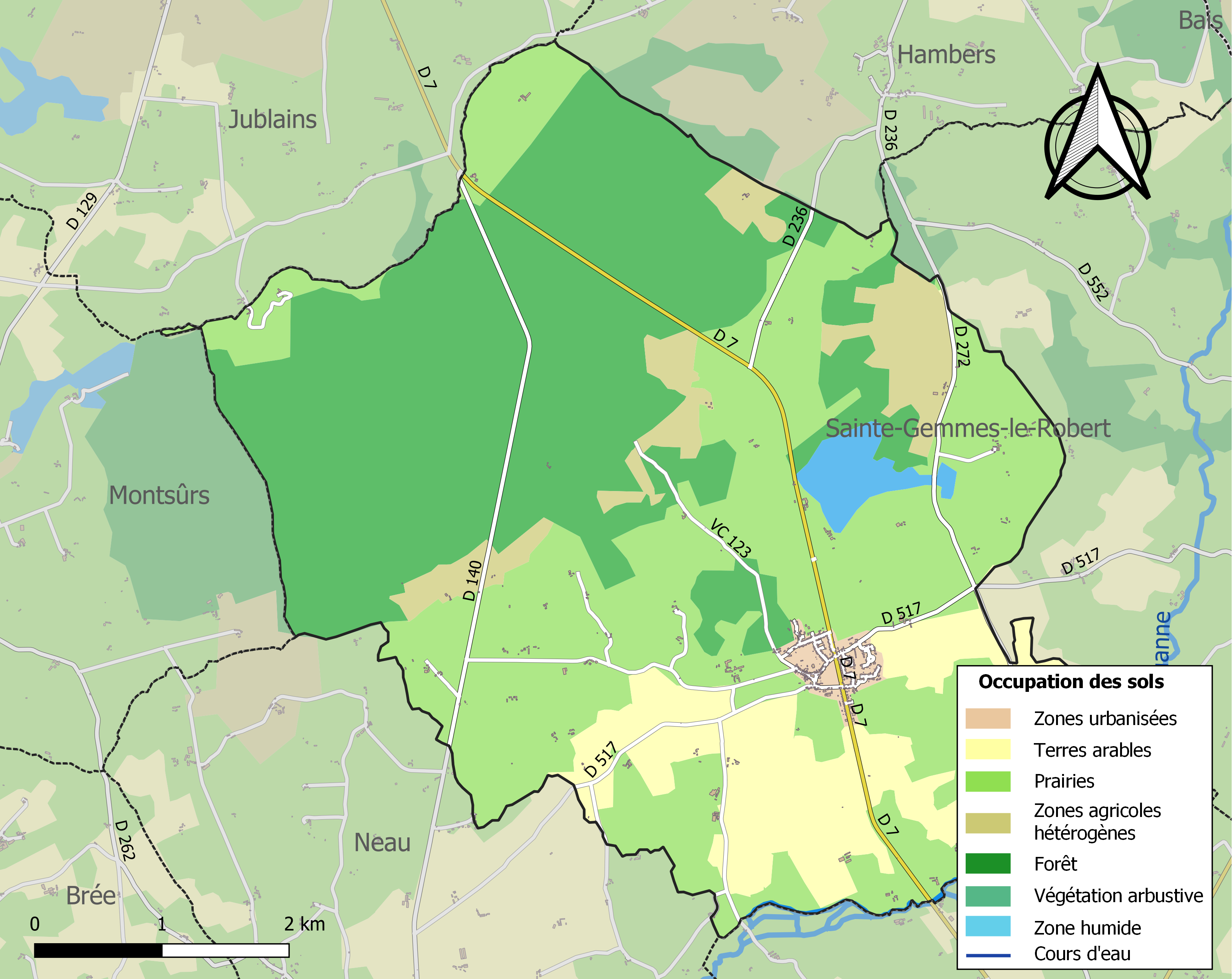
Carte des infrastructures et de l'occupation des sols de la commune en 2018 (CLC).

## Toponymie

### Attestations anciennes
Les attestations anciennes référencés par Alphonse-Victor Angot sont :
- Locellum… Mansione, 572 (Gesta Aldrici, p. 189).
- Mansio ad prope ipsa Jona, 642 (Act. pont. Cenom., p. 160)
- Villa cujus vocabulum est ad Mansiones in vicaria Diablintica, 785 ? (Gest. Aldrici, p. 181).
- Ecclesia Sancti Frontonis de Mezengiaco, 1125 (Cartulaire d'Évron).
- Terra de Mesangers, XIIIe siècle ? (Cartulaire d'Évron).
- G. de Mezangié, 1282 (Chartrier du Rocher de Mézangers).
- G. de Mesengé, 1312 (Bibliothèque nationale de France., fr. 8.736).
- Rector ecclesiæ de Mesengeio, 1324 (Titres de la fabrique).
- La paroisse de Mesangé, 1371 (Chartrier du Rocher).
- Mesengé, 1434 (Archives nationales., KK. 324).
- Ecclesia de Mesengeio, XVe siècle (Pouillé).
- Ecclesia sancti Frontonis de Mezengeyo, 1562 (Insinuations ecclésiastiques).
- Mesangé, 1564 (Registre paroissial).
- Mesangé (carte cénomane, carte de Jaillot).
- Mezangé (carte de Cassini).

Mez représente le terme mansus ou mansio qui se trouve dans un grand nombre de noms locaux : Mébertin, Mécorbon, Méfremont, etc. ; et Angé, le nom du personnage qui s'est ajouté à la dénomination primitive.

## Histoire

### Préhistoire
Mézangers possède des stations préhistoriques (Acheuléen et Moustérien), situées à la Maison-Neuve et à Eugéniville, qui se situent à la limite des communes de Mézangers et d'Hambers. Elles sont découvertes en 1874-1875 par Emile Moreau. M. Maulavé, curé de Mézangers y recueillent de nombreux vestiges préhistoriques. En complément, des vestiges de constructions ont été relevées à la Bezillardiè et dans le bourg en 1858.

### Antiquité
Au VIe siècle, l'abbaye Saint-Vincent du Mans acheta pour 200 sols d'or, de Bèthe, qui, veuve de Léogisile, s'était consacrée à Dieu, les lieux nommés Solliaco, Mansione, villa Bariaco seu Briscino, qui lui étaient échus de la succession d'Ermenfred, son fils. Mansio désigne Mézangers. La possession des biens de Bèthe fut contestée à l'abbaye au nom des enfants de Dodon, Aclemarus et Jean. Par accord intervenu le 12 octobre 572, Mézangers, qui formait le quart échu de la succession d'Ermenfred, fut attribué aux réclamants et le reste partagé entre eux et l'abbaye de Saint-Vincent.
Par son testament de 642, saint Hadouin légua Mézangers, Mansio ad prope ipsa Jona, qui avait appartenu à un nommé Lupus, à Chaddon, à condition que s'il n'avait pas d'enfants, le lieu serait attribué à l'abbaye d'Évron. C'est sans doute ce qui arriva. Enfin, dans la seconde moitié du VIIIe siècle, l'évêque Mérole donna, à titre précaire, à Willibert, la ville de Mézangers qui appartenait à Saint-Vincent pour une rente de 10 sols d'argent et les dîmes, villa… cujus vocabulum est ad Mansiones cum omni integritate et appendiciis in vicaria Diablintica. Cette charte est datée de la 32e année du règne de Charlemagne, ce qui ne convient pas à l'épiscopat de Mérole, mais sans vicier absolument l'acte.

### Féodalité
Les armoiries sculptées sur une pierre de granit encastrée dans la façade d'une maison, route de Sainte-Gemme, proviennent, croit-on, de l'ancienne maison seigneuriale remplacée par la ferme de la Cour, près de laquelle est un reste de la motte seigneuriale.
Guillaume d'Anthenaise, chevalier, seigneur de la châtellenie de Mézangers, 1324, chevalier et baron, 1331, accorde au curé de Mézangers droit d'usage dans la forêt de Langé. Le duc d'Alençon, baron de Sainte-Suzanne, était devenu châtelain de Mézangers peu après cette époque et l'on qualifie toujours depuis la châtellenie membre de la baronnie de Sainte-Suzanne.
L'Abbé Angot pense que dès le XIIIe siècle, Mézangers appartenait aux comtes d'Alençon, barons de Sainte-Suzanne, et que Guillaume d'Anthenaise n'en fut pourvu qu'à titre d'inféodation passagère.
Une famille de Mézangers possédant le féage et seigneurie de Mézangers avec une maison au bourg et un petit domaine ; mais ce n'était là qu'une dépendance de la châtellenie.

Armes des Bouillé : D'argent à la fasce de gueules frettée de sable, accompagnée de deux burelles de gueules.

Vers 1624, à titre d'échange, René de Bouillé, obtint de René Ier Fouquet de la Varenne, gouverneur d'Angers, baron de Sainte-Suzanne, la chastellenie de Mezengé… subjects, hommages, services, cens, rentes et debvoirs et tous droits et prérogatives qui en dépendent… sur la forest, landes et consents de Langey… et ès paroisses de Mezengé, Jublains et Neau ;… et la féodalité sur les fiefs de Jennes ( ?) qui s'estendent en Esvron et Neau ; plus cent boisseaux d'avoyne dus par aucuns des subjects de Chellé pour raison des usaiges qui leur ont esté concédés à cette charge. Au corps de laquelle chastellenie de Mézengé demeureront annexéz la terre et seigneurye du Rocher et autres terres et fiefs et dommaines qui en relèvent.. Cette situation se continua jusqu'à la Révolution française.

### XVesiècle
Le 17 août 1434, les paroissiens prennent un congé des Anglais pour un quartier.

### XVIIIesiècle
Le seigneur du château du Rocher voulant établir des forges dans la paroisse en 1736, les habitants d'Hambers, de Sainte-Gemme et d'Evron protestèrent à cause du tort que cette industrie leur causerait par la rareté du bois et l'extraction du minerai ; le projet ne fut pas suivi.

### XXesiècle
La commune de Mézangers fut la plus touchée du département de la Mayenne par les pertes de la Grande Guerre : 52 soldats tombèrent en 1914-1918, soit 8,7 % de la population (moyenne France : 3,2 %).

## Démographie
L'évolution du nombre d'habitants est connue à travers les recensements de la population effectués dans la commune depuis 1793. Pour les communes de moins de 10 000 habitants, une enquête de recensement portant sur toute la population est réalisée tous les cinq ans, les populations de référence des années intermédiaires étant quant à elles estimées par interpolation ou extrapolation. Pour la commune, le premier recensement exhaustif entrant dans le cadre du nouveau dispositif a été réalisé en 2008.
En 2022, la commune comptait 625 habitants, en évolution de −6,99 % par rapport à 2016 (Mayenne : −0,73 %, France hors Mayotte : +2,11 %).
| 1793 | 1800 | 1806 | 1821 | 1831 | 1836 | 1841  | 1846  | 1851  |
| ---- | ---- | ---- | ---- | ---- | ---- | ----- | ----- | ----- |
| 960  | 825  | 959  | 873  | 939  | 930  | 1 011 | 1 025 | 1 047 |

| 1856  | 1861  | 1866  | 1872 | 1876 | 1881 | 1886 | 1891 | 1896 |
| ----- | ----- | ----- | ---- | ---- | ---- | ---- | ---- | ---- |
| 1 014 | 1 042 | 1 043 | 941  | 917  | 855  | 880  | 850  | 772  |

| 1901 | 1906 | 1911 | 1921 | 1926 | 1931 | 1936 | 1946 | 1954 |
| ---- | ---- | ---- | ---- | ---- | ---- | ---- | ---- | ---- |
| 725  | 639  | 593  | 520  | 499  | 503  | 513  | 486  | 440  |

| 1962 | 1968 | 1975 | 1982 | 1990 | 1999 | 2006 | 2008 | 2013 |
| ---- | ---- | ---- | ---- | ---- | ---- | ---- | ---- | ---- |
| 435  | 435  | 432  | 522  | 555  | 555  | 662  | 693  | 691  |

| 2018 | 2022 | - | - | - | - | - | - | - |
| ---- | ---- | - | - | - | - | - | - | - |
| 641  | 625  | - | - | - | - | - | - | - |

## Enseignement
Il y a une école maternelle et primaire située sur la commune.

## Économie
Une fabrique de poterie et de faïencerie communes, établie dans l'emplacement de l'ancienne école, a disparu vers 1820.

## Lieux et monuments
Mézangers est une cité du Pays d'art et d'histoire Coëvrons-Mayenne.
- Château du Rocher, XIIIe et XVe siècles.
- L'église paroissiale Saint-Front, d'origine romane.
- Étang du Gué de Selle. Avec son étendue d'eau de 50 hectares, le site du Gué de Selle et son centre d'hébergement proposent également une belle gamme d'activités.
- Ancien Prieuré de Notre-Dame du Champ-de-Vigne.
- Logis seigneurial de la Grande Coudrière

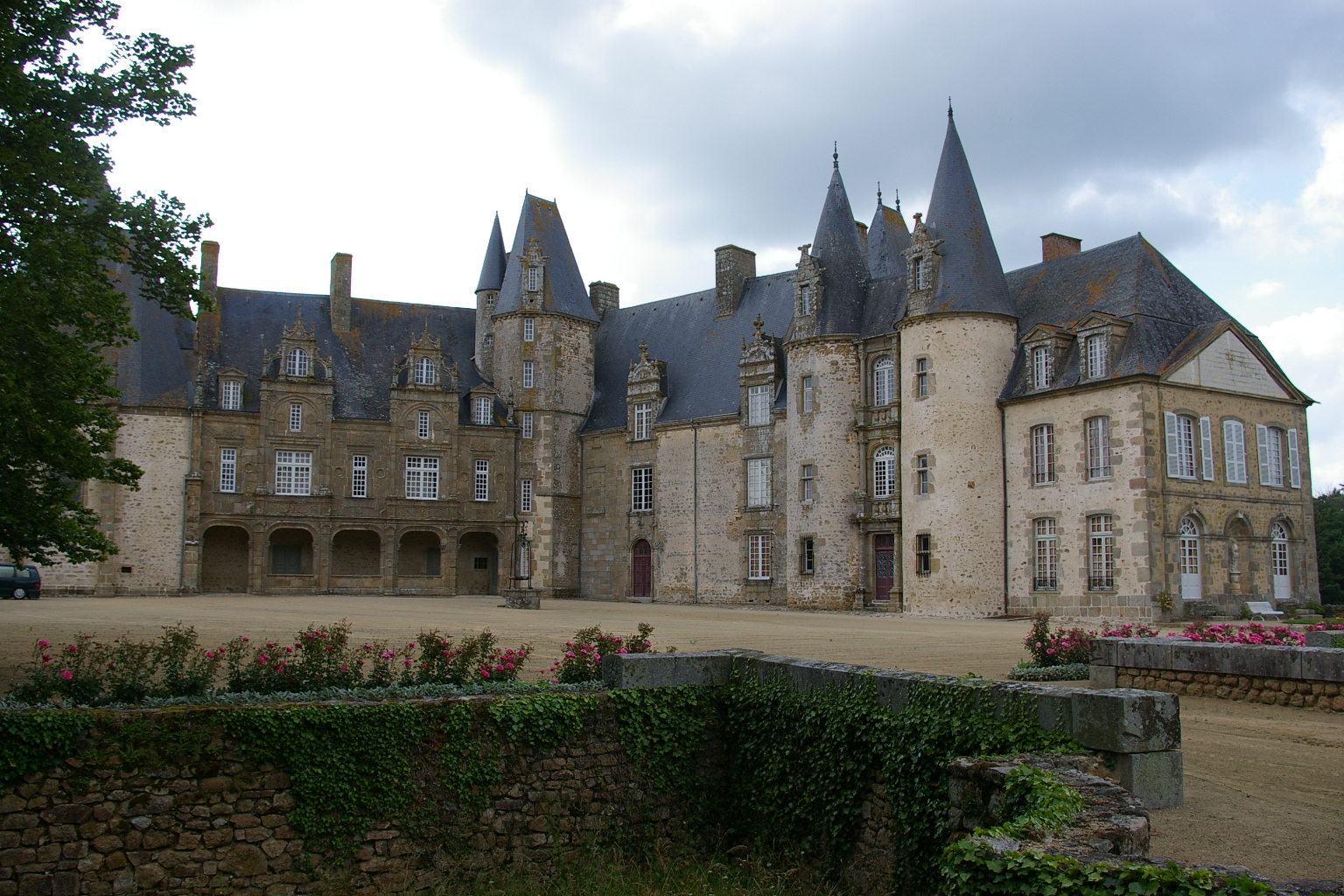
Le château du Rocher.
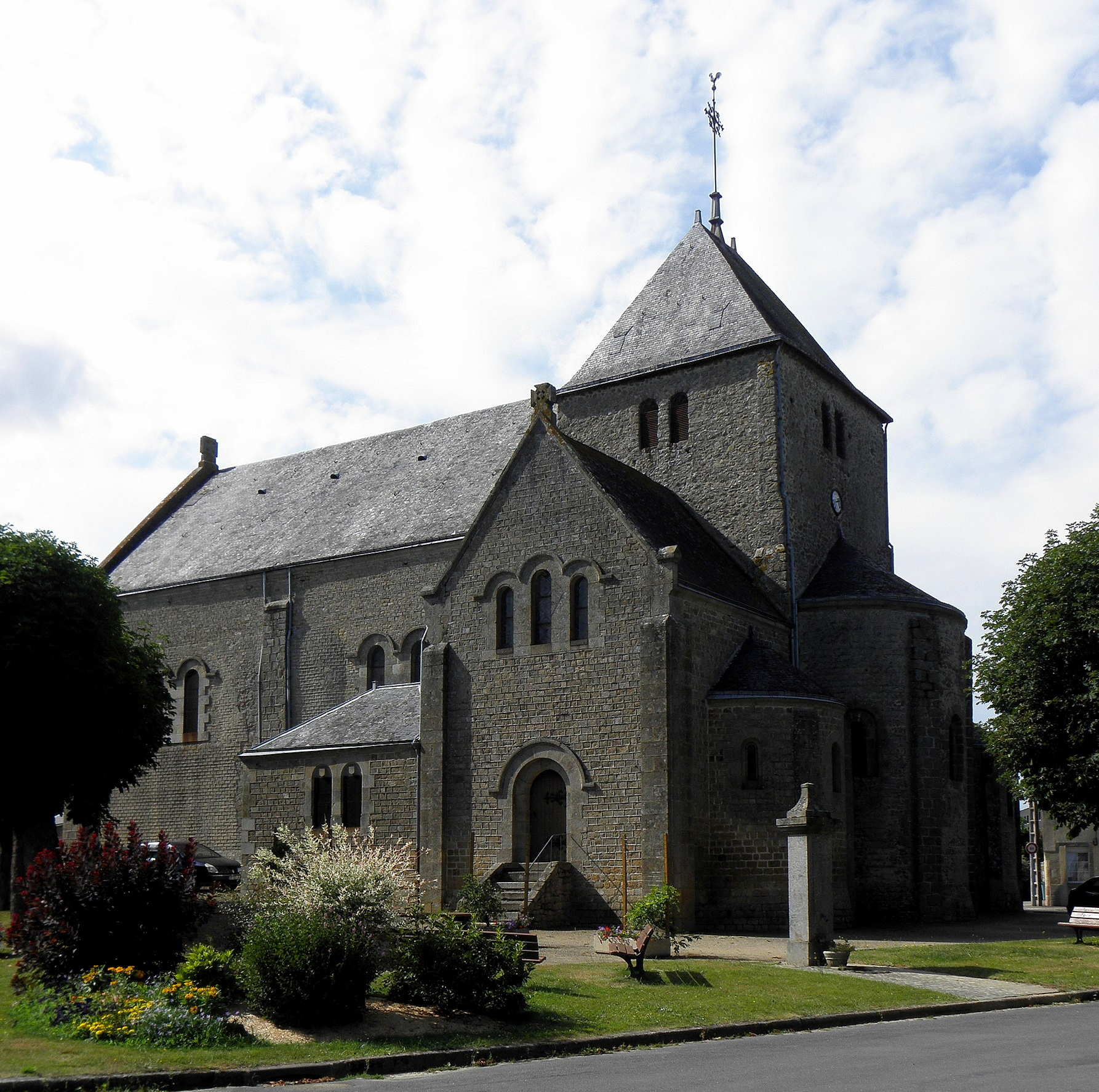
L'église paroissiale saint-Front.

## Activité culturelle et manifestations

### Jumelages
- Mésanger, Loire-Atlantique (France).

## Personnalités liées à la commune
- Françoise Mezière (1745 à Mézangers - 1794), enseignante, béatifiée.
- Jean-Charles Antoine Morel de Dieusie (1748 à Mézangers - 1794), homme politique, député de la noblesse aux États généraux de 1789, condamné à mort et exécuté.
- Pierre Marie Alexis du Plessis d'Argentré (1761-1843), militaire et homme politique, maire de Mézangers de 1824 à 1830.

## Sources
- Registre paroissial depuis 1564.
- Cartulaire de Saint-Vincent, col. 7, 11.
- Cartulaire d'Évron, 1219, 1220.
- Chartrier du Rocher.
- François-Augustin Gérault, Notice sur Evron, p. 23, 66, 122, 138, 219, 245, 278, 281.
- Cabinet de Louis-Julien Morin de la Beauluère, carton XI.
- E. Moreau, Note sur deux nouvelles stations préhistoriques.
- Archives départementales de la Mayenne, B. 1.476, 2.276.
- Bibliothèque municipale de Laval, mss. 11.611.
- « Mézangers », dans Alphonse-Victor Angot et Ferdinand Gaugain, Dictionnaire historique, topographique et biographique de la Mayenne, Laval, A. Goupil, 1900-1910 [détail des éditions] (BNF 34106789, présentation en ligne)